# Cratere Flamsteed

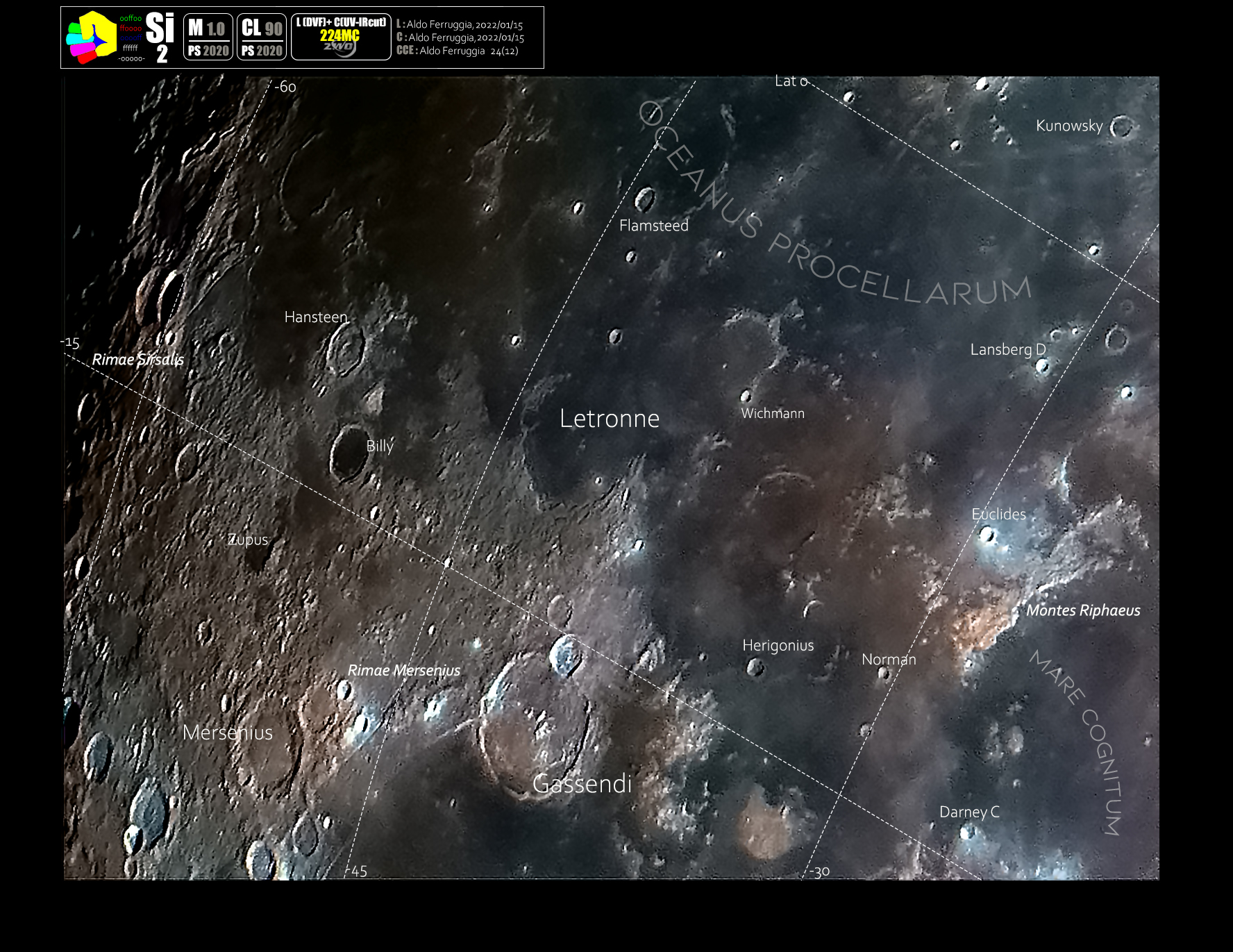
Il cratere(in alto) in un'Immagine Selenocrocatica (Si)

Flamsteed è un cratere lunare di 19,34 km situato nella parte sud-occidentale della faccia visibile della Luna, nell'Oceanus Procellarum, poco a est dello scuro cratere Grimaldi e a nord-nordovest del cratere Letronne sul bordo meridionale del mare lunare.
L'orlo del cratere non è circolare, ma presenta un rigonfiamento a sudest. Il fondo è relativamente piatto, e non presenta tracce di impatti successivi. Il cratere si trova sul bordo meridionale di un'altra formazione quasi completamente sommersa dalla lava basaltica che ha dato origine all'Oceanus Procellarum. Tutto quello che rimane di questa formazione è chiamato Flamsteed P; di esso si distinguono vagamente i resti circolari del bordo.
La sonda Surveyor 1 atterrò all'interno del bordo nordest di Flamsteed P, circa 50 km a nord-nordest del cratere principale.
Il cratere è dedicato all'astronomo inglese John Flamsteed.

## Crateri correlati
Alcuni crateri minori situati in prossimità di Flamsteed sono convenzionalmente identificati, sulle mappe lunari, attraverso una lettera associata al nome.
| Flamsteed | Coordinate           | Diametro (in km) |
| --------- | -------------------- | ---------------- |
| A         | 7°52′48″S 43°00′00″W | 11,39            |
| B         | 5°55′48″S 43°48′36″W | 9,29             |
| C         | 5°31′12″S 46°19′48″W | 9,1              |
| D         | 3°11′24″S 44°57′00″W | 6,65             |
| E         | 3°42′36″S 46°06′00″W | 2,08             |
| F         | 4°43′48″S 41°09′00″W | 5,53             |
| G         | 4°44′24″S 51°03′00″W | 42,9             |
| H         | 5°52′48″S 51°46′12″W | 4,29             |
| J         | 6°40′12″S 49°19′48″W | 5,21             |
| K         | 3°06′36″S 43°43′48″W | 3,4              |
| L         | 3°27′36″S 40°52′12″W | 3,76             |
| M         | 2°19′48″S 40°40′48″W | 4,52             |
| P         | 3°15′S 44°15′W       | 112,24           |
| S         | 3°28′12″S 52°23′24″W | 3,61             |
| T         | 3°08′24″S 51°43′12″W | 23,1             |
| U         | 3°36′36″S 50°18′36″W | 4,62             |
| X         | 2°18′S 47°24′W       | 2,82             |
| Z         | 1°18′S 47°51′W       | 2,73             |